# NTT北海道テレマート
エヌ・ティ・ティ北海道テレマート株式会社（NTT北海道テレマート）は、かつて存在した、コンタクトセンタ事業、人材派遣事業、NTTグループ事業を中心とした、北海道札幌市に本社を置くNTTグループ企業である。2016年10月1日に親会社の株式会社NTTソルコと合併し、NTTソルコ&北海道テレマート株式会社（現・株式会社NTTネクシア）となった。

## 業務内容
- コンタクトセンタ事業
  - コンタクトセンタ運営
  - アウトバウンドオペレーション
  - インバウンドオペレーション
  - マーケティングリサーチ
- 人材派遣事業
  - 一般労働者派遣
  - 職業紹介
  - 紹介予定派遣
- NTTグループ事業
  - 高度電話カスタマセンタ運営
  - ISPサポートセンタ運営
- NTTグループ商品販売事業

## サービス
コンタクトセンタソリューション
セールスや問い合わせ業務にとどまらず、消費者の多様なニーズに対応し企業の経営戦略やビジネスプロセスに合わせた業務を実現する。
アウトバウンドオペレーション
営業活動後にフォローや商品のPRなどの販促活動を電話を使って効率的に行うサービス。
インバウンドオペレーション
お客様からの商品やサービスに対するお問合わせや注文・予約、また資料請求の受付などを行うサービス。
マーケティングリサーチ
消費者のニーズを把握し、より的確な営業戦略を可能にするための調査を電話等により行うサービス。
電話受付代行サービス AS YOU
留守中の電話を転送し、電話受付を代行するサービス。
人材派遣ソリューション
オフィスワークからテクニカルワークまで様々な角度から人材サービスを展開。
応対診断サービス
業務内容や職場環境状況に合わせたコール分析やミステリーコールを実施。
研修サービス
多くの事業運営を通じて蓄積した人材育成ノウハウによる実践的で高品質な研修サービスを提供。

## 経営ビジョン

### 新たな“つなぐ”を想像するBestソリューション・パートナーへ
「豊かで創造的な“つなぐ”情報コミュニケーション・サービスを、クライアント様とそのお客様のBestソリューション・パートナーとして提供し、NTTグループの一員として活力あふれるビジネス社会と豊かな地域社会の発展に貢献する」ことを経営ビジョンとしている。

#### 5つの経営方針
1. お客様の視点からの発想と行動で、お客様の期待と信頼に応えます。
2. 時代のニーズに応える豊かなコミュニケーション・サービスの提供によって、経営の長期的安定と成長を目指し、NTTグループへの貢献を果たします。
3. 社員一人ひとりの力を大切にし、風通しが良く、働きがいのある職場環境を築きます。
4. 事業や社会貢献活動を通じて、地域社会の豊かさと発展に貢献します。
5. NTTグループ企業としてコンプライアンスを最優先とした経営を行います。

#### 5つの行動方針
1. 私たちは、お客様に満足いただけるよう、コミュニケーションのプロとして、常に考え行動します。
2. 私たちは、自ら考え学習する集団チームとして新しいことに積極果敢に挑戦します。
3. 私たちは、健康安全を第一にしつつ、相手を尊重し思いやりを持って行動します。
4. 私たちは、継続する環境活動をはじめ様々な社会貢献活動に取り組みます。
5. 私たちは、NTTグループの一員として高い倫理観を持って行動します。

## 営業拠点
- 第一営業本部（札幌） ： 札幌市中央区北1条西10丁目1-21 ユーネットビル
- 旭川支店 ： 旭川市10条通10丁目 NTT10条ビル
- 函館支店 ： 函館市東雲町14-8 NTT東雲ビル
- 釧路支店 ： 釧路市黒金町9丁目2 NTT釧路黒金ビル
- 帯広支店 ： 帯広市西4条南5丁目1 NTT西ビル
- 北見支店 ： 北見市中央町2番18号 NTT中央町ビル